# Ophthalmoblysis fulvata
Ophthalmoblysis fulvata är en fjärilsart som beskrevs av W. Warren 1905. Ophthalmoblysis fulvata ingår i släktet Ophthalmoblysis och familjen mätare. Inga underarter finns listade i Catalogue of Life.